# Pílades
A la mitologia grega, Pílades (en grec antic: Πυλάδης) va ser un heroi grec, fill d'Estrofi, rei de la Fòcida, i d'Anaxíbia, la germana d'Agamèmnon.
Era cosí i amic d'Orestes, i Estrofi el va acollir a la seva cort, on havien portat Orestes per la seva seguretat quan Clitemnestra vivia amb Egist mentre Agamèmnon era a la guerra de Troia. Els dos nois es van educar junts a la cort d'Estrofi.
Pílades és un personatge a qui els tràgics, sobretot Èsquil i Eurípides, van engrandir. Dona consells a Orestes quan planeja la seva venjança contra els assassins del seu pare, i la tradició diu que es va enfrontar als fills de Naupli, que venien a ajudar Egist. Durant el viatge d'Orestes a la Tàurida, el paper de Pílades es fa més rellevant, sobretot en la recerca de l'estàtua d'Àrtemis.
Pílades es va casar amb Electra, germana d'Orestes, i va tenir dos fills, anomenats Estrofi II i Medont.